# Joe Dziedzic
Joseph Walter „Joe“ Dziedzic (* 18. Dezember 1971 in Minneapolis, Minnesota) ist ein ehemaliger US-amerikanischer Eishockeyspieler, der im Verlauf seiner aktiven Karriere zwischen 1990 und 1999 unter anderem 151 Spiele für die Pittsburgh Penguins und Phoenix Coyotes in der National Hockey League (NHL) auf der Position des linken Flügelstürmers bestritten hat.

## Karriere
Dziedzic stach bereits während seiner Zeit an der High School bis zum Sommer 1990 als herausragender Spieler hervor und erhielt daher im Frühjahr 1990 die Auszeichnung als Minnesota Mr. Hockey für den besten High-School-Spieler des US-Bundesstaats Minnesota. Anschließend wurde der Flügelstürmer im NHL Entry Draft 1990 in der dritten Runde an 61. Stelle von den Pittsburgh Penguins aus der National Hockey League (NHL) ausgewählt. Er wechselte jedoch zunächst an die University of Minnesota und widmete sich dort in den vier Jahren zwischen 1990 und 1994 einem Studium. Parallel blieb er dem Eishockey aber in der Universitätsmannschaft treu und lief mit der Mannschaft in der Western Collegiate Hockey Association (WCHA), einer Division im Spielbetrieb der National Collegiate Athletic Association (NCAA), auf. Mit den Golden Gophers gewann er in den Jahren 1993 und 1994 die Divisionsmeisterschaft in Form der Broadmoor Trophy. Insgesamt bestritt Dziedzic in den vier Jahren 116 Partien in der NCAA und sammelte dabei 71 Scorerpunkte.
Zur Saison 1994/95 wechselte der Angreifer in den Profibereich und in die Organisation der Pittsburgh Penguins. Dort spielte er jedoch auch aufgrund des Lockouts der NHL-Saison zunächst für deren Farmteam, die Cleveland Lumberjacks, in der International Hockey League (IHL). Mit seinen Leistungen konnte sich der US-Amerikaner aber für die Spielzeit 1995/96 für einen Platz im NHL-Kader der Pittsburgh Penguins empfehlen, woraufhin er in den beiden folgenden Spieljahren insgesamt 149 Partien für das Franchise absolvierte und dabei 32-mal punktete. Dennoch fand sich Dziedzic in der Saison 1997/98 wieder vollends im Aufgebot der Cleveland Lumberjacks wieder, nachdem die Pittsburgh Penguins mit Kevin Constantine einen neuen Cheftrainer angestellt hatten. Im Sommer 1998 erhielt der Flügelspieler folglich keinen neuen Vertrag bei den Penguins und wechselte im August als Free Agent zu den Phoenix Coyotes. Dort gelang ihm der Sprung zurück in die NHL jedoch nicht und er lief daher für deren Kooperationspartner Springfield Falcons in der American Hockey League (AHL) auf. Für die Coyotes selbst kam er im Saisonverlauf auf lediglich zwei Einsätze. Durch eine erlittene Augenverletzung gegen Ende der Spielzeit musste der 27-Jährige seine Karriere im Frühjahr 1999 schließlich vorzeitig beenden. Anschließend arbeitete er als Trainer auf High-School-Niveau in der Metropolregion Minneapolis–Saint Paul.

## Erfolge und Auszeichnungen
- 1990 Minnesota Mr. Hockey
- 1993 Broadmoor-Trophy-Gewinn mit der University of Minnesota
- 1994 Broadmoor-Trophy-Gewinn mit der University of Minnesota

## Karrierestatistik
(Legende zur Spielerstatistik: Sp oder GP = absolvierte Spiele; T oder G = erzielte Tore; V oder A = erzielte Assists; Pkt oder Pts = erzielte Scorerpunkte; SM oder PIM = erhaltene Strafminuten; +/− = Plus/Minus-Bilanz; PP = erzielte Überzahltore; SH = erzielte Unterzahltore; GW = erzielte Siegtore; 1 Play-downs/Relegation; Kursiv: Statistik nicht vollständig)